# Henodus
 Henodus  ist eine Gattung amphibisch lebender Reptilien aus der Gruppe der Placodontia im frühen Karnium (Obertrias) von Europa. Fossilien von Henodus wurden in Gipsablagerungen des Keuper, der obersten der drei lithostratigraphischen Gruppen der Germanischen Trias, in Tübingen-Lustnau in Süddeutschland gefunden. Einzige bekannte Art ist Henodus chelyops („schildkrötenköpfiger Einzahn“).

## Merkmale
Henodus wurde etwa einen Meter lang und besaß einen breiten, sehr flachen Körper. Sein Schädel war breit und annähernd rechteckig, die Augen und die Nasenöffnungen standen nah zusammen, weit vorne nah der Schnauzenspitze. Von der Seite betrachtet ist der Vorderschädel nach unten gebogen, so dass Augen und Nasenöffnungen nach vorn weisen. Die Bezahnung war bis auf ein Zahnpaar auf dem hinteren Gaumenbein und eins im Unterkiefer reduziert. Entlang der Ränder von Ober- und Unterkiefer finden sich rinnenartige Vertiefungen, in denen möglicherweise hornige Kieferleisten ähnlich der der Schildkröten oder bartenartige Auswüchse verankert waren. Der Zwischenkieferknochen (Prämaxillare) hatte einen nach unten gerichteten, scharfkantigen Auswuchs, der an seiner äußeren Kante eine Reihe von zahnartigen Dentikeln besaß. Der Unterkiefer war kräftig gebaut, aber der niedrige Unterkieferast zeigt, dass der Biss von Henodus nicht so kräftig war wie der anderer Placodontier. Die auf den Knochen sichtbaren Muskelansätze geben an, dass die Kiefermuskulatur dazu geeignet war, das Maul schnell aufzureißen, während das große Zungenbein für eine dehnbare Kehle spricht. Annähernd dreieckige Schuppen, deren Anzahl und Form sich individuell unterscheiden, finden sich auf dem hinteren Rand des Schädels. Während das Supratemporalfenster, das obere Schädelfenster in der Schläfenregion, bei anderen Placodontiern normal entwickelt ist, wurde es bei Henodus sekundär geschlossen, so dass der Schädel wie der der Schildkröten geschlossen und fensterlos ist. Der schildkrötenähnliche gepanzerte Rumpf von Henodus entsprach in etwa dem von Cyamodus, der Panzer war lediglich sehr viel breiter. Er wurde von einem Mosaik aus zahlreichen, polygonalen Osteodermen gebildet, die offenbar von einer epidermalen Schicht überzogen waren. Die Rumpfwirbel waren mit dem Panzer verschmolzen und in der Anzahl reduziert. Zudem waren auch die Seiten geschützt und ein Bauchpanzer (Plastron) war vorhanden.

## Lebensweise
Fossilien von Henodus stammen aus lagunären Ablagerungen, die sich unter Brack- oder Süßwasserbedingungen bildeten. Damit ist Henodus der einzige bekannte Placodontier  aus einem nichtmarinen Ökosystem. Früher wurde angenommen, dass Henodus wie andere Placodontier von Krebstieren lebte. Aufgrund seiner Kieferanatomie wird heute eher davon ausgegangen, dass Henodus ein Filtrierer war, der bodenbewohnende Wirbellose aus dem Schlamm filterte oder sich von schwimmenden Wirbellosen wie Quallen ernährte. Möglicherweise war er auch in der Lage, mit der mit zahnartigen Dentikeln besetzten Prämaxillare Algen oder andere Vegetation von Felsen zu schaben.

## Systematik
Henodus wurde 1936 durch den deutschen Wirbeltierpaläontologen Friedrich von Huene erstmals wissenschaftlich beschrieben, zu seiner Zeit der führende Experte für fossile Reptilien in Europa. Die Placodontier (Pflasterzahnechsen), in die diese Gattung gestellt wird, gehören zu den Sauropterygia („Flossenechsen“). Innerhalb der Placodontia wird Henodus in die monotypische Familie Henodontidae gestellt und ist am nächsten mit Cyamodus verwandt. Zusammen mit diesem bildet Henodus die Gruppe der Cyamodontida innerhalb der Placodontia.